# Bandeira do Minnesota

Bandeira do Minnesota.

A Bandeira do Minnesota consiste do selo do estado em um fundo azul-royal. A atual bandeira foi adotada em 1957 e modificada em 1983 quando o selo do estado foi modificado.